# Marktkirche Kettwig

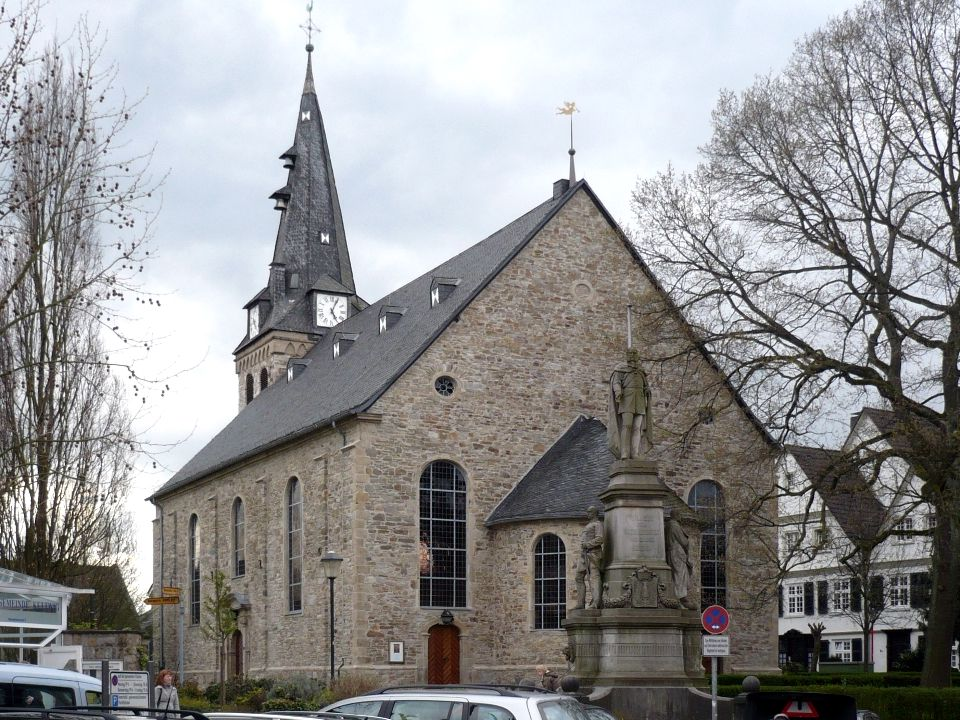
Marktkirche in Kettwig

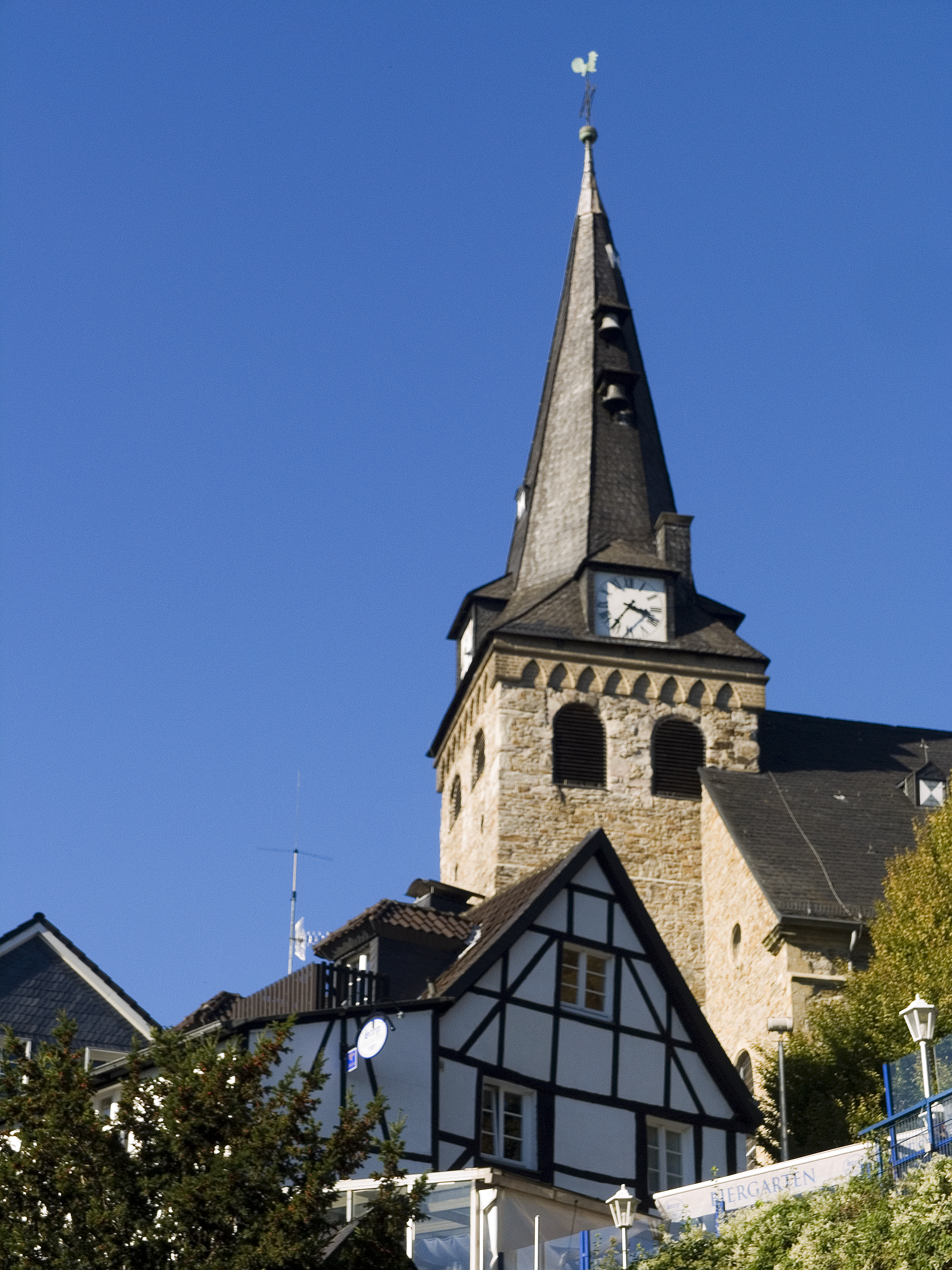
Marktkirche, Turmansicht

Die Evangelische Marktkirche ist ein denkmalgeschütztes Kirchengebäude in Kettwig, einem Stadtteil von Essen. Sie gehört zur Gemeinde Kettwig im Kirchenkreis Essen der Evangelischen Kirche im Rheinland. Der Name Kirche am Markt hat sich durchgesetzt, weil er eine genaue geografische Einordnung in Kettwig ermöglicht und zugleich eine Verwechselung mit der Marktkirche in Essen-Stadtmitte ausschließt.

## Geschichte

### Mittelalter
Der Ort, an dem die heutige Kirche steht, entspricht in etwa auch dem Ort, an dem die erste Siedlung Kettwigs gestanden ist. Die geschützte Stelle ist erhöht und liegt nah an der Ruhr, die hier eine Furt hatte, so dass auch eine Verbindung zum anderen Ufer bestand. Die Pfarrei Katwie ist wohl eine Urpfarrei aus der Zeit nach 713, der Missionstätigkeit des Suitbert. Die Pfarrei wird 1199 erstmals urkundlich erwähnt. Das Patronatsrecht besaß der Abt von Werden. Die Kirche war vermutlich, wie die meisten Pfarrkirchen der Region, eine dreischiffige Basilika, der ein quadratischer Turm vorgesetzt wurde. Der Sprengel der Pfarrei war recht groß. Die Rittersitze Landsberg und Hugenpoet in der Honschaft Laupendahl gehörten zu ihr.

### Reformationszeit
Kettwig gehörte zur Zeit der Reformation zum Gebiet des Abtes von Werden. Der Ort lag an der Grenze zum Herzogtum Berg, zu dem Mintard gehörte. Da die Vogtei über Werden von den Grafen von der Mark beansprucht wurde, traten diese bzw. seit der Vereinigung von 1511 die Herzöge von Jülich-Kleve-Berg als Grafen von der Mark und Ravensberg als Schutzmacht auf. Einige Fürsten dieser Häuser wandten sich dem evangelischen Glauben zu und so konnte die Konfession von Fürst zu Fürst wechseln. Nach dem Aussterben der Linie Jülich-Kleve-Berg 1609 erbte Brandenburg Mark, Kleve und Ravensberg und übernahm für das Gebiet von Werden diese Aufgabe. Zudem war es Schutzmacht der Protestanten in den Gebieten, die Pfalz-Neuburg geerbt hatte.
Hermann Kremer erhielt die Pfarrstelle 1552 wegen seines reformierten Bekenntnisses und blieb bis 1601 Pfarrer in Kettwig. Er war auch am Essener Reformationsbekenntnis von 1592 beteiligt, deshalb berief die Obrigkeit als Nachfolger den altgläubigen Pastor Grimhold in die Gemeinde, der die Ausbreitung des reformatorische Gedankenguts eindämmen und die Gemeinde wieder zum alten Glauben bringen sollte. Allerdings freundete er sich mit der neuen Lehre an und trat am Fronleichnamstag 1609 mit der Gemeinde zum reformierten Glauben über. Die schlichte Innengestaltung der Kirche und der Geusenengel sind Zeugnisse der reformierten Tradition. Die katholisch gebliebenen adeligen Familien auf Landsberg und Hugenpoet erwirkten die Erlaubnis, sich vom katholischen Pfarrer von Mintard versorgen zu lassen. Seit 1840 ist die reformierte Gemeinde uniert.

### Frühe Neuzeit
Die Kirche hatte das Patrozinium des Hl. Petrus. Das Bild des Apostels Petrus im Siegel der Ev. Kirchengemeinde – der älteste erhaltene Abdruck ist von 1662 – und der Turmhahn erinnern noch heute an die vorreformatorische Kirche St. Peter. Diese Vorgängerkirche brannte 1589, 1598 und im Dreißigjährigen Krieg 1648 nieder. 1719 war der Verfall des Gebäudes so weit fortgeschritten, dass ein Neubau notwendig wurde: die heutige Kirche.

### 20. und 21. Jahrhundert
Am 2. April 1945 schlug eine Granate in die Westseite des Kirchendaches ein. Die Zerstörungen konnten wegen der Zeitumstände nicht sogleich behoben werden. Durch Witterungseinflüsse wurden die Schäden noch größer. Mit der Reparatur wurde Ende 1945 begonnen. Dabei wurde im ursprünglich weiß gefassten Innenraum der Putz abgeschlagen und das Mauerwerk sichtbar gemacht. Die ursprüngliche Holztonnendecke wurde abgebrochen und durch die jetzige mit Rauputz versehene Spalierlattendecke ersetzt. Der Verputz der Innenwände musste abgeschlagen werden und das Mauerwerk aus Ruhrsandstein wurde sichtbar gemacht. Der Fußboden wurde mit Mainsandsteinplatten ausgelegt. Das Schieferdach wurde in den 1980er Jahren erneuert, so wurden die letzten Auswirkungen der Kriegsschäden beseitigt.
Die letzte umfangreiche Renovierung wurde 2006 abgeschlossen, es wurde der drohende Verfall des Ruhrsandsteinmauerwerkes gestoppt.

## Kirchenraum
Der schlichte tonnengewölbte Bruchsteinsaal wurde 1720 mit einer kleinen polygonalen Apsis errichtet. Der Innenraum ist 22,00 m × 14,00 m × 11,40 m groß, der äußere Baukörper misst 24,60 m × 16,40 m × 18,70 m und die Mauerstärke beträgt 1,30/1,20 m. Die Kirche war eine typische reformierte Predigtkirche mit großen Rundbogenfenstern.

## Turm

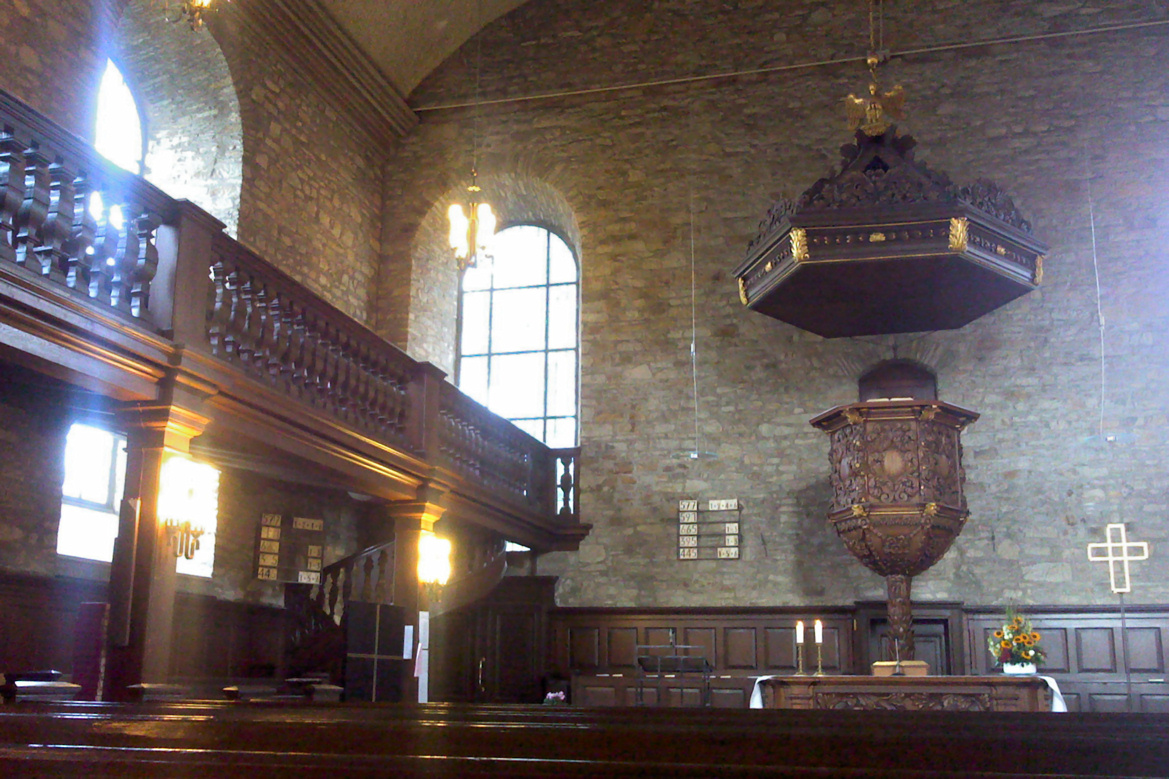
Innenraum mit Kanzel aus dem 18. Jahrhundert

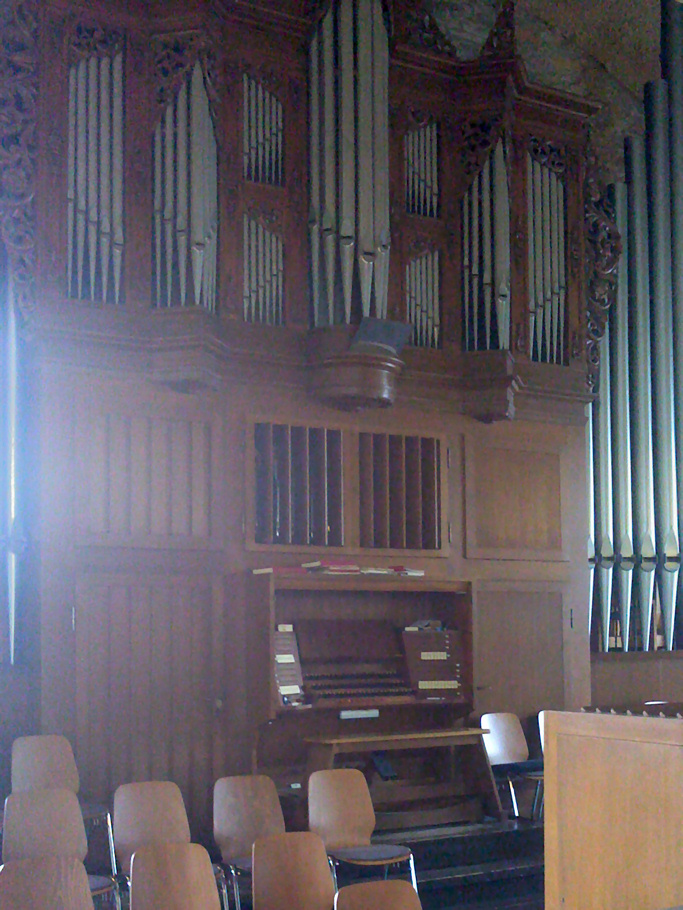
Orgel mit Ursprung im Jahr 1749

Der vorgesetzte Westturm unter einer steilen Schieferpyramide ist der älteste Teil der Kirche und zugleich das älteste Bauwerk in Kettwig. Der untere Teil stammt vom Anfang des 13. Jahrhunderts und der obere vom Ende des 13. Jahrhunderts. Er hat eine Höhe von 40 Metern, die Wandstärke beträgt 1,40 Meter. Die Stellen, an denen das Kirchenschiff der Vorgängerkirche angebaut war, sind auch heute sichtbar.

### Unterer Turmraum
Über frühere Funktion oder Nutzung des Raumes gibt es keine Überlieferung. Er sollte nach Bauplänen von 1961 zu einem großzügigen Eingangsbereich umgebaut werden, was aber aus Kostengründen nicht realisiert werden konnte. So diente der Raum weiterhin als Abstellraum. Anfang 2000 wurde ein Raum der Stille eingerichtet.

### Turmuhr
Eine Turmuhr wurde 1643 erwähnt, das Uhrwerk wurde 1749 von dem Kettwiger Uhrmacher Henricus Schmalt erneuert. Das hölzerne Zifferblatt der Innenuhr über der Orgel zeigte früher dem Prediger die Zeit. Es war mit dem preußischen Adler geschmückt und trug die Bezeichnung 1749. Heute steht die Innenuhr im Foyer des Essener Rathauses. Die derzeitige Turmuhr wurde 1903 eingebaut, sie wird seit 1937 elektrisch und später über Funk betrieben. Die vier Außenzifferblätter wurden 2006 umfangreich restauriert.

## Ausstattung
Von der bis 1731 vollendeten Ausstattung sind noch die auf einem Palmbaum freistehende Kanzel und die an drei Seiten umlaufende Empore erhalten.
Der sechseckige Kanzelkorb und die Kanzelhaube wurden vermutlich erst nach 1720 eingebaut. Kanzel und Kanzelhaube sind mit Akanthusblattwerk, Weinreben, Weinlaub und Sonnenblumen geschmückt. Die Kanzelhaube ist mit einem Pelikan bekrönt.

## Orgel
Die Orgel füllt die Empore fast vollständig aus. Das Instrument wurde 1749 von Peter Weidtmann d. J. aus Ratingen gebaut und wurde im Laufe der Zeit mehrfach restauriert. Die seitlichen Pedalpfeifen wurden 1963 erweitert. Bei der Renovierung 2004 wurden alle Pfeifen abgebaut und gereinigt. Die Füße wurden erneuert. Das Rokokogehäuse ist im Originalzustand erhalten. Die Orgel mit drei Manualen und 34 Registern hat 2735 Pfeifen.